# Wedle wyroków twoich...
Wedle wyroków twoich... – polsko-niemiecki film wojenny z 1983 roku, na podstawie utworów Paula Hengge’a, Arta Bernda i Bogdana Wojdowskiego.

## Obsada aktorska
- Sharon Brauner – Ruth (głos – Justyna Zbiróg)
- Tomasz Elsner – Antek
- Anna Dymna – Rachel, ciotka Ruth
- Günter Lamprecht – hauptmann Kurt Kleinschmidt, komendant miasta (głos – Leonard Pietraszak)
- Mathieu Carrière – obersturmführer Walter Knoch (głos – Henryk Bista)
- Ryszarda Hanin – siostra Teresa, przełożona klasztoru
- Alicja Jachiewicz – żona Macha
- Barbara Ludwiżanka – stara Żydówka w areszcie
- Halina Łabonarska – żona Kleinschmidta
- Włodzimierz Boruński – dziadek Ruth
- Piotr Fronczewski – niemiecki urzędnik w klasztorze
- Włodzimierz Nowak – Kramer, podwładny Kleinschmidta
- Marian Opania – fotograf Mach
- Lech Sołuba – bojownik żydowski w getcie
- Janusz Gajos – kierowca
- Edward Żentara – Rudi, adiutant Knocha
- Edward Bukowian
- Elżbieta Jagielska
- Maciej Kozłowski
- Tadeusz Kożusznik

## Zdjęcia
- Łódź, Kutno, Szczawnica, Szydłowiec, okolice Kielc